# Parantica fuscela
Parantica fuscela is een vlinder uit de familie Nymphalidae, onderfamilie Danainae.
De wetenschappelijke naam van de soort is voor het eerst geldig gepubliceerd in 1989 door Michael J. Parsons.